# Gare de La Basse-Indre - Saint-Herblain
La gare de La Basse-Indre - Saint-Herblain est une gare ferroviaire française de la ligne de Tours à Saint-Nazaire, située sur le territoire de la commune de Saint-Herblain, à proximité de celle d'Indre, dans le département de la Loire-Atlantique, en région Pays de la Loire.
La station est mise en service en 1857 par la Compagnie du chemin de fer de Paris à Orléans (PO). C'est aujourd'hui une gare de la Société nationale des chemins de fer français, (SNCF) desservie par des trains TER Pays de la Loire.

## Situation ferroviaire

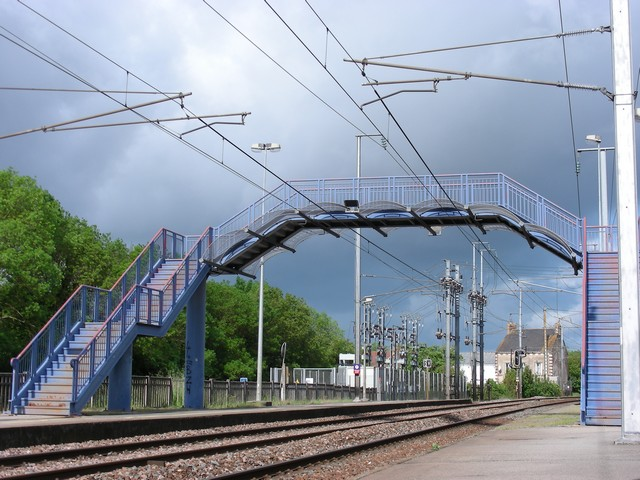
Voies, quais et passerelle de la gare.

Établie à 7 mètres d'altitude, la gare de La Basse-Indre - Saint-Herblain est située au point kilométrique (PK) 440,291 de la ligne de Tours à Saint-Nazaire, entre les gares de Chantenay et Couëron.

## Histoire
La station est mise en service le 10 août 1857 par la compagnie du chemin de fer de Paris à Orléans (PO) avec la section de Nantes à Saint-Nazaire. Le coût de cette station de troisième classe s'élève à 121 850 francs pour l'ensemble de ses installations qui comprennent notamment un bâtiment voyageurs, appelé débarcadère, et les aménagements de la gare marchandises (bâtiment et quais). Établie sur le territoire de la commune de Saint-Herblain, elle porte alors uniquement le nom de Basse-Indre, en référence à l'une des îles (aujourd'hui quartier) de la commune d'Indre, et surtout aux Forges de Basse-Indre, usine sidérurgique importante aux débuts du chemin de fer.

## Service des voyageurs

### Accueil
Gare SNCF, elle dispose d'un bâtiment voyageurs avec un guichet qui est maintenant fermé définitivement. Une passerelle aérienne permet de se rendre d'un quai à l'autre.

### Desserte
La Basse-Indre - Saint-Herblain est desservie par des trains TER Pays de la Loire omnibus circulant entre Nantes et Savenay. Certains d'entre eux sont prolongés ou amorcés à Saint-Nazaire, Le Croisic, Redon ou Quimper, principalement les samedis et dimanches.

### Intermodalité
Un parc à vélos et un parking pour les véhicules sont aménagés.

## Service des marchandises
Cette gare est ouverte au service du fret.